# Myotis ozensis
Myotis ozensis és una espècie de ratpenat de la família dels vespertiliònids. És endèmic del Japó. No es disposa d'informació sobre l'hàbitat i l'ecologia de M. ozensis. Es desconeix si hi ha cap amenaça significativa per a la supervivència d'aquesta espècie. Actualment, alguns científics el consideren un sinònim de M. ikonnikovi.